# 美国加利福尼亚南区联邦地区法院
美国加利福尼亚南区联邦地区法院（引用时缩写为S.D. Cal.）是美国94个、加利福尼亚州4个联邦地区法院之一。该法院审理后的案件需上诉至第九巡回法院，专利及《塔克法案》相关的案件需上诉至联邦巡回区法院。该法院总部位于圣迭戈，司法管辖权覆盖加利福尼亚州2个郡。